# Christine Keeler
Pour les articles homonymes, voir Keeler.
Christine Keeler, née le 22 février 1942 à Uxbridge et morte le 4 décembre 2017 à Farnborough, est une danseuse et  mannequin britannique.
Elle est surtout connue pour sa liaison avec l'homme politique John Profumo, à l'époque membre du gouvernement d'Harold Macmillan. Le scandale qui en a résulté, connu sous le nom d'« affaire Profumo », a été l'un des événements médiatiques de l'année 1963.

## Biographie
Christine Keeler passe son enfance avec sa mère et son beau-père dans un mobil home, sans eau courante ni électricité. À quinze ans, elle trouve du travail comme mannequin dans un magasin de vêtements dans le quartier de Soho à Londres. Elle quitte alors la région, résidant brièvement à Slough avec un ami, avant de se rendre de nouveau à Londres, où elle trouve une place de serveuse dans un restaurant de Baker Street. Là, elle rencontre Maureen O’Connor qui travaille au Murray’s Cabaret Club de Soho. Celle-ci présente Christine Keeler au propriétaire, Percy Murray, qui lui donne une place de danseuse « seins-nus ». Là, alors âgée de seize ans, elle rencontre Stephen Ward, alors âgé de 46 ans,.
À dix-sept ans, elle tombe enceinte d'un militaire américain, qui repart ensuite aux États-Unis. Restée seule, elle tente sans succès d'avorter. Sa mère lui fait cacher sa grossesse et elle accouche, sans aide, à la maison. L'enfant, un garçon, meurt au bout de six jours,.

### L'affaire Profumo
En juillet 1961, Ward la présente comme une call-girl à John Profumo, secrétaire d'État à la Guerre du gouvernement britannique, au cours d'une réception autour d'une piscine à Cliveden, la demeure du vicomte William Astor, dans le Buckinghamshire. Profumo entretient dès lors une relation avec elle, sans prendre garde au fait qu'elle est liée également à Evgueni Ivanov, attaché militaire de l'ambassade d'Union soviétique. Un terme est rapidement mis à cette imprudence par Norman Brooke, informé par Roger Hollis, chef du MI5. Dès le 9 août 1961, Profumo écrit à sa maîtresse qu'il ne pourra plus la voir. Mais en pleine guerre froide, l'affaire fait alors grand bruit.

### Après l'affaire
Christine Keeler continue une carrière mouvementée de danseuse de cabaret. Elle se retrouve impliquée dans une fusillade avec Aloysius « Lucky » Gordon et Johnny Edgecombe. Elle est condamnée à neuf mois de prison pour faux témoignage dans le procès relatif à cette affaire, tandis que Ward est accusé de proxénétisme impliquant Christine Keeler et Mandy Rice-Davies. Elle passe sa première nuit en prison le 7 décembre 1963 dans l'établissement pénitentiaire de Holloway. Ward se suicide vers la fin du procès en avalant des somnifères. Christine Keeler, est libérée en 1964.
En 2001, après avoir écrit divers livres sur l'affaire Profumo, elle collabore avec l'éditeur Douglas Thompson à son autobiographie : The Truth at Last: My Story.
Elle meurt le 4 décembre 2017 dans un hôpital de Farnborough, à l'âge de 75 ans.

### L'affaire du portrait
Profitant de sa célébrité due à l'affaire Profumo, Lewis Morley l'invite à poser nue d'une façon qui respecterait les critères de la censure. Le cliché a un succès certain mais le film The Keeler Affair, auquel il devait servir de tremplin, n'est cependant jamais distribué. En revanche, c'est le modèle de chaise utilisée sur la photo qui profite de la publicité ainsi faite (une copie de la chaise 3107 d'Arne Jacobsen).

## Publications
- (en) Sex Scandals, Christine Keeler et Robert Meadley, Xanadu Publications, 1985  (ISBN 0-947761-03-9)
- (en) Scandal, Christine Keeler, Xanadu Publications, 1989  (base du film homonyme)  (ISBN 0-947761-75-6)
- (en) The Businessperson's Guide to Intelligent Social Drinking, Christine Keeler et Richard Basini, Congdon & Weed, 1989  (ISBN 0-312-92070-9)
- (en) The Naked Spy, Christine Keeler, Ivanov Yevgeny et Sokolov Gennady, Blake Publishing, 1992  (ISBN 1-85782-092-4)
- (en) The Truth At Last: My Story, Christine Keeler et Douglas Thompson, Sidgwick & Jackson Ltd, 2001  (ISBN 0-283-07291-1)
- Secrets and Lies, Londres, John Blake, 2012, 290 p. (ISBN 978-1-84358-755-2)

## Adaptations et utilisations de l'affaire Profumo
- Christine, chanté par "Miss X" (dont le vrai nom était Joyce Blair) devient un tube pop qui atteint le 37e rang des charts en 1963, et engendre suites et parodies, comme en italien La sorella di Cristine par Andrea Tosi (1965).
- Un morceau instrumental de 1965 par The Skatalites intitulé Christine Keeler, disponible dans l'album Foundation Ska, est basé sur le succès de Mel Tormé Comin' Home Baby.
- Avec son amie Mandy Smith, elle apparaît encore dans le clip de publicité de Kiss and tell de Bryan Ferry en 1987.
- Dans le film Scandal de Michael Caton-Jones en 1989 à propos de l'affaire Profumo, le rôle de Christine Keeler est interprété par Joanne Whalley.
- Dans le monde de la musique, Phil Ochs et les Glaxo Babies ont chanté Christine Keeler ; elle est citée dans Piano Lessons de Porcupine Tree, dans Street Songs de Hamish Imlach et dans Post World War II Blues d'Al Stewart.
- La série The Trial of Christine Keeler, BBC One, décembre 2019[9],[10],[11].
- La bande dessinée Une Romance anglaise[12] (Dupuis Aire Libre, 2022), écrite par Jean-Luc Fromental et dessinée par Miles Hyman, raconte l'affaire Profumo du point de vue de l'ostéopathe Stephen Ward, qui fut le seul protagoniste à ne pas donner sa version des faits par écrit, puisqu'il mourut la veille du procès qui lui avait été intenté pour espionnage et proxénétisme.